# Westersköld
Westersköld var en svensk, numera utdöd, adelsätt.
Ätten har sitt ursprung i bröderna Salomon och Anders Westerheim, som adlades 1691 med det gemensamma namnet Westersköld under nummer 1224. Ätten dog ut med Salomon Westersköld (1710).